# Curchy
Curchy is een gemeente in het Franse departement Somme (regio Hauts-de-France) en telt 297 inwoners (1999). De plaats maakt deel uit van het arrondissement Montdidier. In de gemeente ligt spoorwegstation Curchy-Dreslincourt.

## Geografie
De oppervlakte van Curchy bedraagt 9,7 km², de bevolkingsdichtheid is 30,6 inwoners per km².
De onderstaande kaart toont de ligging van Curchy met de belangrijkste infrastructuur en aangrenzende gemeenten.

## Demografie
Onderstaande figuur toont het verloop van het inwonertal (bron: INSEE-tellingen).